# 1970.
1970. je osmo desetletje v 20. stoletju med letoma 1970 in 1979. 